# Haut Conseil du dialogue social (Sénégal)
Pour les articles homonymes, voir Haut conseil du dialogue social.
Au Sénégal, le Haut Conseil du dialogue social (HCDS) est l’institution nationale de dialogue social.

## Historique
Le Haut Conseil a été créé en 2014 en remplacement du Comité national du dialogue social.

## Composition
Le Haut Conseil est composé de trente membres nommés par décret, divisés en trois groupes de dix représentant le gouvernement, le patronat et les organisations syndicales de travailleurs.
Il est présidé depuis 2014 par Innocence Ntap Ndiaye.

## Missions
Le Haut Conseil a pour missions :
- de procéder à des facilitations et à des médiations sociales entre les acteurs sociaux ;
- d’appuyer et de former les acteurs en matière de prévention, de gestion et de résolution des conflits sociaux ;
- de mettre en place des mécanismes adaptés de dialogue social à l’échelle nationale et sectorielle notamment au niveau des branches et des entreprises ;
- de mener ou de faire mener toute étude jugée utile sur la situation et les perspectives du dialogue social ;
- d’établir le rapport annuel sur l’état du dialogue social et de le soumettre au président de la République.